# Чепищево
Чепищево — деревня в Рославльском районе Смоленской области России. Входит в состав Хорошовского сельского поселения. Население — 7 человек (2007 год). 
Расположена в южной части области в 15 км к северо-западу от Рославля, в 13 км западнее автодороги А141 Орёл — Витебск, на берегу реки Остёр. В 13 км северо-восточнее деревни расположена железнодорожная станция Остёр на линии Смоленск — Рославль. 

## История
В годы Великой Отечественной войны деревня была оккупирована гитлеровскими войсками в августе 1941 года, освобождена в сентябре 1943 года. 